# 傑生·路易斯
傑生·路易斯（英語：Jason Lewis，1971年6月25日—）是一位美國男演員，曾為模特兒。

## 生平

### 早年生活
路易斯出生在美國加州的Newport Beach，其母南西（Nancy）是一名護士，其父為一名法官，目前離婚，另有三位兄弟姊妹尚恩（Sean）、凱蒂（Katie）和妮可（Nicole）。大學畢業後，路易斯開始了模特兒的生涯，一開始在巴黎，之後轉往米蘭，1990年代後期開始嶄露頭角，為知名品牌Guess?、Tommy Hilfiger和Hugo Boss擔任模特兒。

### 職業生涯
路易斯曾在1997年演出知名影集《飛越比佛利》，之後在HBO影集《慾望城市》第六季出現，飾演一名年輕的演員兼侍者傑洛·史密斯，與戲中角色莎曼珊·瓊斯交往。他參與了WB電視台超自然影集《Charmed》的演出，扮演常態角色Dex Lawson。
路易斯也接演許多電影，如好萊塢或寶萊塢愛情喜劇《My Bollywood Bride》，當中他飾演男主角；以及另一恐怖片《布魯克斯先生》（Mr. Brooks），片中與黛咪·摩爾和凱文·科斯納演對手戲。
2006年，路易斯在影集《兄弟姐妹》中客串演出，飾演一位未出櫃的男同性戀肥皂劇演員查德·貝瑞，暗戀欣賞劇中角色凱文·渥客，但發現兩人無法發生感情卻得向媒體持續隱瞞自己的性向。
2007年，影集《慾望城市》電影版開拍，路易斯重新接演了他的角色史密斯·傑洛。
路易斯是一位GLBT社群的支持者，2008年5月10日，他參加了第19屆GLAAD媒體獎，是一個對同性戀友善的演員的盛會。

## 外部連結
- 傑生·路易斯在互联网电影资料库（IMDb）上的資料（英文）
- 傑生·路易斯在TV.com
- Men's Fitness - 對於慾望城市一劇的訪談